# Supercoppa svizzera 2015 (pallavolo maschile)
La Supercoppa svizzera 2015 si è svolta il 6 settembre 2015: al torneo hanno partecipato due squadre di club svizzere e la vittoria finale è andata per la terza volta al Lausanne Université Club.

## Regolamento
Le squadre hanno disputato una gara unica.

## Squadre partecipanti
| Squadra    | Qualificazione                       | Ultima partecipazione    |
| ---------- | ------------------------------------ | ------------------------ |
| Losanna UC | Vincitrice Coppa di Svizzera 2014-15 | Supercoppa svizzera 2011 |
| Lugano     | Vincitrice Lega Nazionale A 2014-15  | Supercoppa svizzera 2012 |

## Torneo
| 6 settembre 2015 Hallenstadion, Lugano Durata: ? - Spettatori: 1 435 | Lugano | 1 - 3 | Losanna UC | 20-25, 25-21, 21-25, 14-25 |